# Rhamphorhynchidae
Rhamphorhynchidae é uma família de pterossauros do grupo Rhamphorhynchoidea do período Jurássico.

## Taxonomia
A família contêm 12 gêneros distribuídos em duas subfamílias.
- Família RhamphorhynchidaeSeeley, 1870
  - Subfamília Rhamphorhynchinae Seeley, 1870
    - Angustinaripterus He et al., 1983
    - Dorygnathus Wagner, 1860
    - Nesodactylus Colbert, 1969
    - Rhamphocephalus Seeley, 1880
    - Rhamphorhynchus Meyer, 1847
    - Sericipterus Andres et al., 2010

  - Subfamília Scaphognathinae Hooley, 1913
    - Cacibupteryx Gasparini et al., 2004
    - Fenghuangopterus Lü et al., 2010
    - Harpactognathus Carpenter et al., 2003
    - Pterorhynchus Czerkas & Ji, 2002
    - Scaphognathus Wagner, 1861
    - Sordes Sharov, 1971